# 詹姆士·卡莫
詹姆士·卡莫（James Comer，1972年8月19日—）是美國的一位政治家和前檢察官，黨籍是共和黨。他在2012年至2016年擔任肯塔基州農業部長，之前他是肯塔基州議會眾議員。2016年，他代表共和黨參選美國眾議院肯塔基州第一選區的議員並順利當選。卡莫已經結婚並有三個孩子。